# ترتیب (آمار)
ترتیب یا تجزیه و تحلیل گرادیان، در تحلیل چندمتغیره، روشی مکمل خوشه‌بندی داده‌ها است و عمدتاً در تجزیه و تحلیل داده‌های کاوشگرانه (و نه در آزمون فرضیه) استفاده می‌شود. برخلاف تحلیل خوشه‌ای، ترتیب‌بندی مقادیر را در یک فضای پنهان (معمولاً با ابعاد پایین‌تر) سفارش می‌دهد. در فضای ترتیب، کمیت‌هایی که نزدیک به یکدیگر هستند ویژگی‌های مشترک دارند (یعنی تا حدی مشابه هستند)، و اشیاء نامشابه از یکدیگر دورتر هستند. چنین روابطی بین اشیا، در هر یک از چندین محور یا متغیر پنهان، سپس به صورت عددی و/یا گرافیکی در یک دونموداره مشخص می‌شوند.
نخستین روش ترتیب‌بندی، تجزیه و تحلیل مولفه‌های اصلی، توسط کارل پیرسون در سال ۱۹۰۱ پیشنهاد شد.